# Townsville Crocodiles
Los Townsville Crocodiles son un equipo de baloncesto australiano con sede en la ciudad de Townsville, Queensland, que compite en la NBL, la principal categoría del baloncesto oceánico. Disputa sus partidos en el Townsville Entertainment Centre, con capacidad para 5257 espectadores.

## Historia
El equipo se fundó en 1993 con el nombre de Townsville Suns, rompiendo moldes al incorporar al primer jugador no oceánico ni nacido en los Estados Unidos, al lituano Rimas Kurtinaitis. A pesar de ello los Suns acabaron en la última posición, ganando únicamente 4 partidos ese primer año.
Durante sus 6 primeras temporadas no consiguió alcanzar los play-offs. En 1998 se vio envuelto en una polémica con el equipo de la NBA de los Phoenix Suns, que tenía la marca "Suns" registrada en Australia. Debido a ello se vio obligado a cambiar su nombre por el actual de Crocodiles. En 2000 acabaron en la segunda posición en la temporada regular, cayendo en semifinales por el título ante Perth Wildcats por 2-1. Al año siguiente alcanzarían la final, siendo derrotados por los Wollongong Hawks.
En su última temporada en la liga acabaron en la quinta posición de la temporada regular, cayendo en primera ronda de playoffs ante los Wildcats.

## Palmarés
- NBL
  - Finalista 2001

## Jugadores destacados
- Rimas Kurtinaitis
- Brad Newley